# Doyle E. Carlton

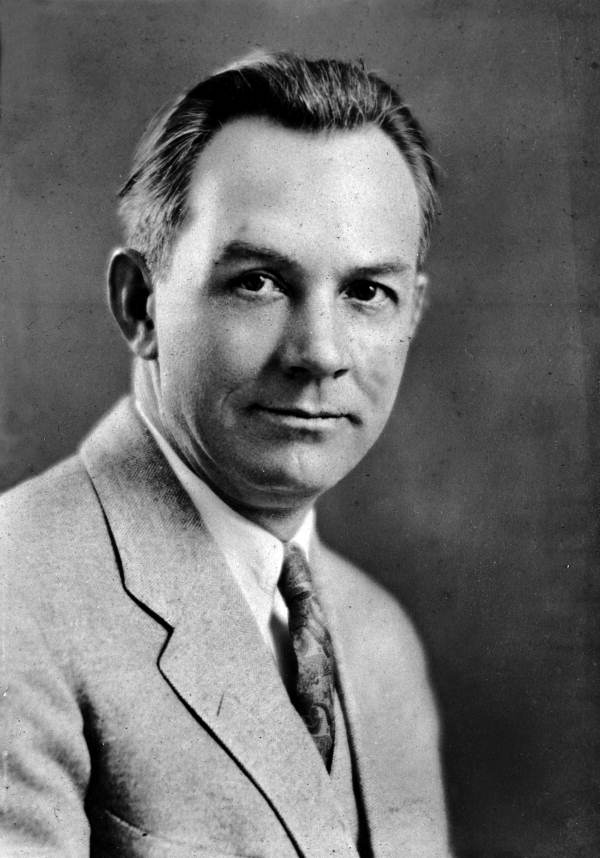
Doyle Elam Carlton.

Doyle Elam Carlton, född 6 juli 1885 i Wauchula, Florida, död 25 oktober 1972 i Tampa, Florida, var en amerikansk demokratisk politiker. Han var den 25:e guvernören i delstaten Florida 1929-1933.
Carlton studerade vid Stetson University, University of Chicago och Columbia University. Han inledde 1912 sin karriär som advokat i Tampa. Han gifte sig 1912 med Nell Ray. Paret fick två döttrar och en son.
Carlton var ledamot av delstatens senat 1917-1919. Han besegrade tidigare guvernören Sidney Johnston Catts i demokraternas primärval inför guvernörsvalet 1928. Han besegrade sedan republikanen W.J. Howey i själva guvernörsvalet och efterträdde 8 januari 1929 John W. Martin som guvernör i Florida. Under Carltons tid som guvernör drabbades Florida av den stora depressionen och en våldsam tropisk cyklon. Han efterträddes 1933 som guvernör av David Sholtz.
Carlton kandiderade 1936 i demokraternas primärval inför fyllnadsvalet till USA:s senat. Han förlorade mot Charles O. Andrews.
Carlton var baptist och frimurare. Hans grav finns på begravningsplatsen Myrtle Hill Memorial Park i Tampa.